# Agathotoma finalis
Agathotoma finalis е вид коремоного от семейство Mangeliidae.

## Разпространение
Този вид е разпространен в Сао Томе и Принсипи.